# 裕木奈江のオールナイトニッポン
『裕木奈江のオールナイトニッポン』（ゆうきなえのオールナイトニッポン）は、ニッポン放送の深夜放送『オールナイトニッポン』で裕木奈江がパーソナリティを担当したラジオ番組である。

## 放送時間
- 水曜1部 1992年10月21日 - 1993年9月29日 25:00 - 27:00 （木曜未明1:00 - 3:00）[1][2]

## 概要
前番組「X TOSHIのオールナイトニッポン」がX→X JAPANの海外進出準備のため急遽、終了した後に週替わり枠を得て放送開始。
番組開始前の1992年9月21日には「新パーソナリティ公開録音」を行った。
ノベルティグッズは「頭NADENADE券」。
1993年4月2日（金曜日）に『春の女の子ライブ』の公開収録を行い、この模様は同年4月7日に放送された。このライブで裕木は山崎ハコの演奏に合わせての歌唱を披露した。
本番組の終了以後も、裕木奈江は引き続き『裕木奈江の手の平にのって!』（毎週日曜日22:00〜22:30）でニッポン放送でレギュラーパーソナリティを担当した（1994年4月まで）。

## コーナー
- 噂の言うだけ彼氏
- 奈江印良品
- 人生やったことないクエスト
- 週間スクールライフ
- 猫の森
- 鼻スパおかわり[5]
  - 『ドラえもん』における様々な謎を研究するコーナー[4]。

## ゲスト
- 1992年12月16日：大槻ケンヂ
- 1993年4月21日：永井真理子
- 1993年6月16日：渡瀬マキ
- 1993年6月23日:谷村有美
- 1993年8月25日:八木亜希子